# 施普呂根山脈
46°39′9″N 9°21′28″E / 46.65250°N 9.35778°E

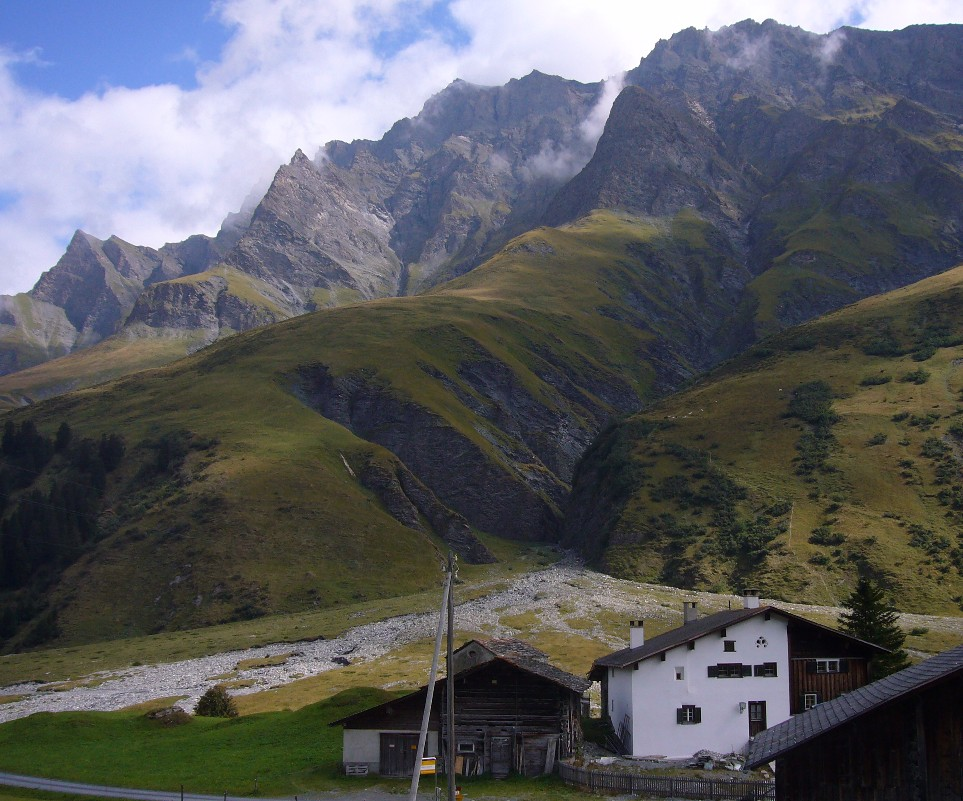

施普呂根山脈（Splügener Kalkberge），是瑞士的山脈，位於該國東南部，由格勞賓登州負責管轄，屬於阿杜拉阿爾卑斯山脈的一部分，最高點布魯施格峰海拔高度3,056米。